# 팀 밀러
팀 밀러(영어: Tim Miller)는 미국의 시각 효과 연출자, 애니메이터, 영화 감독이다. 단편 애니메이션 〈땅다람쥐 수난시대〉(Gopher Broke)로 2005년 아카데미 단편 애니메이션 작품상 후보에 올랐다. 영화 《밀레니엄: 여자를 증오한 남자들》(2011), 《토르: 다크 월드》(2013)의 오프닝 영상을 제작하기도 했으며 2016년 개봉하는 영화 《데드풀》의 감독으로 기용되었다.

## 작품 목록

### 감독
- 터미네이터: 다크 페이트